# Leopoldo Marenco
Leopoldo Marenco (Ceva, 1º novembre 1831 – Milano, 30 aprile 1899) è stato un drammaturgo, librettista e latinista italiano.

## Biografia
Leopoldo Paolo Marenco nasce il 1º novembre 1831 a Ceva. Figlio del drammaturgo Carlo Marenco, come suo padre lavora per il Dipartimento del Tesoro dell'allora Regno di Sardegna.
Nel 1860 diventa professore di Letteratura latina a Bologna e successivamente a Milano, e nel 1871 si ritirò a Torino. 
Fu insegnante dello scapigliato milanese Ambrogio Bazzero.  
I versi, scritti dopo il 1860, sono più notevoli per le loro qualità liriche da quelli drammatici. Si ricorda Celeste, Tempeste alpino, Marcellina, Il Falconiere di Pietra Ardena, Adelasia La Famiglia, Carmela Piccarda Donati, Saffo, Rosalinda, ecc.
I soggetti sono sia contemporanei allo scrittore, sia ispirati alla storia medievale.

## Opere

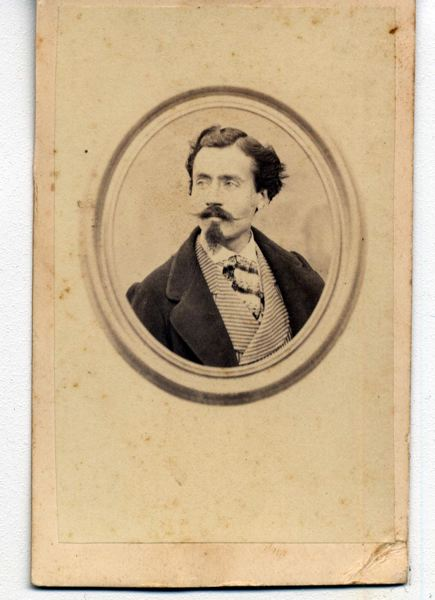
Leopoldo Marenco, ca. 1870.

- Celeste: idillio campestre in quattro atti -  Milano: C. Barbini, 1868
- Ginevra degli Amieri: scene melodrammatiche; musica di Ernesto Tagliabue allievo del Regio Conservatorio di Musica in Milano, 1867-68 Milano: Tipografia Reale.
- Giorgio Gandi: bozzetto marinaresco in quattro atti in versi -  Milano: C. Barbini, 1868
- Un malo esempio in famiglia: commedia in quattro atti -  Milano: C. Barbini, 1868
- Marcellina: dramma in tre atti in versi -  Milano: C. Barbini, 1868
- Piccarda Donati: tragedia in cinque atti -  Milano: C. Barbini, 1868
- Saffo: tragedia in cinque atti: Milano: C. Barbini, 1868
- Speronella: tragedia in cinque giornate -  Milano: C. Barbini, 1868
- Tecla: dramma in cinque atti in prosa -  Milano: C. Barbini, 1868
- Lo spiritismo: commedia in quattro atti in prosa -  Milano: C. Barbini, 1869
- Celeste: idillio campestre in quattro atti in versi di Lepoldo Marenco. Seconda edizione -  Milano: Barbini, 1870
- Dammi un'ora d'amor!: musica di Salvatore Auteri Manzocchi -  Milano: F. Lucca, [187.]
- Il ghiacciajo di Monte Bianco: bozzetto alpino in quattro atti -  Milano: C. Barbini, 1870
- Letture ed esempi: commedia in quattro atti ed un prologo -  Milano: C. Barbini, 1870
- Il falconiere di Pietra Ardena: dramma in versi in tre atti ed un prologo -  Milano: C. Barbini, 1871
- Marcellina: dramma in tre atti in versi -  Milano: C. Barbini, 1871
- Raffaello Sanzio: dramma in quattro atti ed in versi -  Milano: C. Barbini, 1873
- Re Manfredi: tragedia lirica in tre atti; musica di Achille Montuoro  - Milano: Carlo Barbini, 1873
- Tecla: dramma in cinque atti in prosa -  Milano: C. Barbini, 1873
- Arimanna: dramma in quattro atti in versi -  Milano: C. Barbini, 1874
- Matelda: tragedia lirica in quattro atti; musica di Antonio Scontrino -  Milano: F. Lucca, 1874
- Corrado: dramma in quattro atti in versi -  Milano: C. Barbini, 1875
- Deserto: commedia in versi in quattro atti ed un prologo -  Milano: C. Barbini, 1875
- I figli d'Aleramo: dramma in quattro atti in versi -  Leopoldo Marenco  - Milano: Barbini, 1875
- Gli amori del nonno: commedia in tre atti in prosa -  Milano: C. Barbini, 1876
- Supplizio di Tantalo: commedia in quattro atti -  Milano: C. Barbini, 1876
- Trappole d'oro: commedia in due atti -  Milano: C. Barbini, 1876
- Il conte Glauco: dramma in quattro atti ed un prologo in versi -  Milano: C. Barbini, 1877
- Quel che nostro non è: commedia in quattro atti ed in prosa  - Milano: C. Barbini, 1877
- Un'Aurea plaga: romanza per tenore o mezzo Soprano; musica di Nicolo Massa  - Milano: F. Lucca, dep. 1878
- Edvige: Melodia in chiave di Sol con accompagnamento di pianoforte -  Musica di Antonio Scontrino -  Milano: F. Lucca, dep.1878
- Letture ed esempi: commedia in quattro atti ed un prologo -  Milano: C. Barbini, 1878
- Povera rondinella: Melodia in chiave di Sol con accompagnamento di Pianoforte; musica di Antonio Scontrino -  Milano: F. Lucca, dep.1878
- Speroni d'oro: dramma in tre atti ed un prologo -  Milano: Barbini, 1878
- Valentina: commedia in quattro atti ed un prologo -  Milano: C. Barbini, 1878
- Matelda: Tragedia Lirica -  musica di Antonio Scontrino  - Milano: LUCCA F., 1879
- La scommessa di Riccardo: commedia in tre atti -  Milano: C. Barbini, 1879
- Tramonti: dramma in versi in tre atti ed un prologo -  Milano: C. Barbini, 1879
- Saffo: tragedia in cinque atti -  Milano: C. Barbini, 1880
- Silvana: commedia in tre atti in prosa -  Milano: C. Barbini, 1880
- L'hanno tutte, mamma, il suo babbo: commedia in due atti -  Milano: C. Barbini, 1881
- Mastr'Antonio: dramma campestre in quattro atti in versi -  Milano: C. Barbini, 1881
- Guai dell'assenza: Commedia in quattro atti -  Milano: Barbini, 1882
- Bice: dramma in due atti in versi  - Milano: C. Barbini, 1883
- Don Ambrogio: bozzetto drammatico in versi sciolti e in quattro atti -  Milano: C. Barbini, 1883
- Gemma ha dei segreti: commedia in tre atti in prosa -  Milano: C. Barbini, 1883
- Matassa arruffata: commedia in tre atti in prosa -  Milano: Carlo Barbini, 1884
- Marcellina: dramma in tre atti in versi -  Milano: C.Barbini, 1885
- Una fortunata imprudenza: commedia in due atti  -  Milano: C. Barbini, 1885
- Mio marito: commedia in tre atti in prosa -  Milano: C. Barbini, 1885
- Valeria: dramma in un prologo e quattro atti -  Milano: C. Barbini, 1885
- Sotto la pergola: bozzetto in un atto in versi -  Milano: Barbini, 1886
- I caduti a Dogali e le vittime del terremoto in Liguria: Genova: Tip. dell'istituto Sordomuti, 1887
- L'infinito: Per Voce di Tenore, con accompagnamento d'archi, flauti e pianoforte; musica da Pietro Platania
- Sull'alba!: musica di A. Tessarin -  Milano: G. Ricordi e C., t.s. 1892
- Il Falconiere: Dramma lirico in tre atti, ridotto da P. Mobilia e A. Tomaselli. Musica di Francesco Paolo Frontini  - Milano-Torino: Stab. Art. Musicale Arturo De Marchi Edit., 1896
- L'arlesiana: Opera in quattro atti. Musica di Francesco Cilea  - Milano: Tip. Della Soc. Edit. Sonzogno, 1897
- Dammi...: musica di Vincenzo Valente  - Firenze: G. Venturini
- Fatalità: in 2 atti; musica di Francesco Paolo Frontini (1900)
- Nel tempo di una volta: musica di Francesco Paolo Frontini (1905)